# Pholidobolus paramuno
Pholidobolus paramuno — вид ящірок родини гімнофтальмових (Gymnophthalmidae). Мешкає в Колумбії і Еквадору. Описаний у 2018 році.

## Поширення і екологія
Pholidobolus paramuno мешкають в Колумбійських Андах, в провінції Антіокія. Вони живуть в парамо, на висоті від 2700 до 3200 м над рівнем моря.